# Implosiva retroflexa surda
A implosiva retroflexa surda é um som consonantal raro, usado em algumas línguas faladas. Não há nenhum símbolo oficial no Alfabeto Fonético Internacional que represente este som, mas ⟨ᶑ̊⟩ ou ⟨ʈʼ↓ podem ser usados, ou a antiga convenção ⟨𝼉⟩ (ƭ̢).

## Características
- Sua forma de articulação é oclusiva, ou seja, produzida pela obstrução do fluxo de ar no trato vocal. Como a consoante também é oral, sem saída nasal, o fluxo de ar é totalmente bloqueado e a consoante é uma plosiva.[1]
- Seu ponto de articulação é retroflexo, o que significa prototipicamente que ele está articulado subapical (com a ponta da língua enrolada para cima), mas de forma mais geral, significa que é pós-alveolar sem ser palatalizado. Ou seja, além da articulação subapical prototípica, o contato da língua pode ser apical (pontiagudo) ou laminal (plano).[1]
- Sua fonação é surda, o que significa que é produzida sem vibrações das cordas vocais.[1]
- É uma consoante oral, o que significa que o ar só pode escapar pela boca.[1]
- É uma consoante central, o que significa que é produzida direcionando o fluxo de ar ao longo do centro da língua, em vez de para os lados.[1]
- O mecanismo da corrente de ar é implosivo (ingressivo glótico), o que significa que é produzido puxando o ar e bombeando a glote para baixo.[1]
- Como não tem voz, a glote está completamente fechada e não há corrente de ar pulmonar.[1]

## Ocorrência
Um som raro e evidentemente instável, /𝼉/ foi descrito em Oromo da Etiópia.